# Thirtysomething
Thirtysomething is een Amerikaanse dramaserie, die gaat over een groep babyboom-yuppies in de late jaren tachtig. De serie werd in vier seizoenen en 85 afleveringen uitgezonden tussen 1987 en 1991 op de Amerikaanse zender ABC. De serie won dertien Emmy Awards, waaronder die voor beste dramaserie uit 1988. In 1989 won de serie de Golden Globe voor beste dramaserie en in 1991 won Patricia Wettig voor haar rol als Nancy Weston een Golden Globe voor beste actrice in een dramaserie.

## Verhaal
De serie speelt zich af in Philadelphia rond een groep mensen die zich afgekeerd hebben van de flowerpower-generatie uit de jaren zestig die ze ervaren hebben in hun vroege jeugd en nu een tegengesteld leven leiden als goedverdienende middenklassers.

## Rolverdeling
| Acteur            | Personage         |
| ----------------- | ----------------- |
| Ken Olin          | Michael Steadman  |
| Mel Harris        | Hope Steadman     |
| Melanie Mayron    | Melissa Steadman  |
| Timothy Busfield  | Elliot Weston     |
| Patricia Wettig   | Nancy Weston      |
| Luke Rossi        | Ethan Weston      |
| Jordana Shapiro   | Brittany Weston   |
| Peter Horton      | Gary Shepherd     |
| Patricia Kalember | Susannah Shepherd |
| Polly Draper      | Ellyn Warren      |

## Afleveringen
| - Seizoen 1 1. "Pilot" 2. "The Parents Are Coming, the Parents Are Coming" 3. "Housewarming" 4. "Couples" 5. "But Not for Me" 6. "We Gather Together" 7. "Nice Work If You Can Get It" 8. "Weaning" 9. "I'll Be Home for Christmas" 10. "South by Southeast" 11. "Therapy" 12. "Competition" 13. "Separation" 14. "I'm in Love, I'm in Love, I'm in Love with a Wonderful Gynecologist" 15. "Business as Usual" 16. "Accounts Receivable" 17. "Whose Forest is This?" 18. "Nancy's First Date" 19. "Undone" 20. "Tenure" 21. "Born to Be Mild" | - Seizoen 2 1. "We'll Meet Again" 2. "In Re: The Marriage of Weston" 3. "The Mike Van Dyke Show" 4. "Trust Me" 5. "No Promises" 6. "Politics" 7. "Success" 8. "First Day/Last Day" 9. "About Last Night" 10. "Elliot's Dad" 11. "Payment Due" 12. "Deliverance" 13. "Michael Writes a Story" 14. "New Job" 15. "Be a Good Girl" 16. "Courting Nancy" 17. "Best of Enemies" | - Seizoen 3 1. "Nancy's Mom" 2. "Love and Sex" 3. "Mr. Right" 4. "New Baby" 5. "Legacy" 6. Strangers 7. "Pilgrims" 8. "The Burning Bush" 9. "New Parents" 10. "Michael's Campaign" 11. "Pulling Away" 12. "Another Country" 13. "Post-Op" 14. "Once a Mermaid" 15. "Fathers and Lovers" 16. "Her Cup Runneth Over" 17. "Good Sex, Some Sex, What Sex, No Sex" 18. "The Other Shoe" 19. "Three Year Itch" 20. "I'm Nobody, Who Are You?" 21. "Arizona" 22. "Going Limp" 23. "The Go Between" 24. "Samurai Ad Man" | - Seizoen 4 1. "Prelude to a Bris" 2. "Life Class" 3. "Control" 4. "The Distance" 5. "The Haunting of DAA" 6. "The Guilty Party" 7. "Photo Opportunity" 8. "Never Better" 9. "Guns and Roses" 10. "Happy New Year" 11. "Melissa and Men" 12. "Advanced Beginners" 13. "Sifting the Ashes" 14. "Second Look" 15. "Fighting the Cold" 16. "The Difference Between Men and Women" 17. "Our Wedding" 18. "Closing the Circle" 19. "Out the Door" 20. "Hopeless" 21. "A Stop at Willoughby" 22. "Melissa in Wonderland" 23. "California" |